# П'єро Гонф'янтіні
П'єро Гонф'янтіні (італ. Piero Gonfiantini, 12 червня 1937, Сінья — 21 лютого 2025) — італійський футболіст, що грав на позиції захисника, зокрема за «Фіорентину» і «Пізу».
Дворазовий володар Кубка Італії. Володар Кубка володарів кубків УЄФА і Кубка Мітропи.

## Ігрова кар'єра
Народився 12 червня 1937 року в місті Сінья. Вихованець футбольної школи місцевого клубу «Сінья 1914». Дорослу футбольну кар'єру розпочав 1952 року в основній команді того ж клубу, в якій провів три сезони, взявши участь у 41 матчі чемпіонату. 
Своєю грою за цю команду юний захисник привернув увагу представників тренерського штабу «Фіорентини», до складу якого приєднався 1955 року. Відіграв за «фіалок» наступні одинадцять сезонів своєї ігрової кар'єри. Двічі, у 1961 і 1966 роках, виборював титул володаря Кубка Італії. 1961 року також став володарем Кубка володарів кубків УЄФА, а 1966 року — володарем Кубка Мітропи.
1966 року став гравцем друголігової «Пізи», якій за два роки допоміг підвищитися у класі до Серії A, де, утім, команда не затрималася надовго. Згодом «Піза» взагалі опинилася у третьому дивізіоні, де Гонф'ятіні продовжував захищати її кольори до 1975 року, довівши кільксість ігор за клуб у чемпіонатах Італії до 315.
Згодом 38-річний гравець приєднався до «Прато», а за рік повернувся до рідної команди «Сінья 1914», за яку протягом наступних шести сезонів ще понад 100 разів виходив на поле.
Загалом за кар'єру, що тривала 30 років, взяв участь у 645 іграх на всіх рівнях італійського чемпіонату — від регіональних ліг до Серії A.

## Титули і досягнення
- Володар Кубка Італії (2):

«Фіорентина»: 1960-1961, 1965-1966
- Володар Кубка Кубків УЄФА (1):

«Фіорентина»: 1960-1961
- Володар Кубка Мітропи (1):

«Фіорентина»: 1966